# Changle
Changle (en chino, 长乐区; pinyin, Cháng·Lè (escuchar)ⓘ)  es un distrito urbano bajo la administración directa de la Prefectura  Fuzhou en la Provincia de Fujian, República Popular China.  Su área es de 728 km² y su población total para 2020 superó los 790 mil habitantes. 
Se encuentra situada en el este de la provincia, cerca del río Min y de la costa del mar de la China Meridional.

## Administración
Desde junio  de 2023, el Distrito Changle  se divide en 18 pueblos que se administran en 5 subdistritos,   11 poblados y 2 villas.

## Transporte
En esta localidad se encuentra el Aeropuerto Internacional de Fuzhou-Changle inaugurado el 23 de junio de 1997, después de ser aprobado para comenzar a construir en 1992.